# Cindy Rondón
Cindy Carolina Rondón Martínez est une joueuse de volley-ball dominicaine née le 12 novembre 1987 à Saint-Domingue. Elle mesure 1,86 m et joue au poste de centrale. Elle totalise 138 sélections en équipe de République dominicaine.

## Clubs
| Club                | De        | À         |
| ------------------- | --------- | --------- |
| Deportivo Nacional  | 2003-2003 | 2003-2003 |
| Bameso              | 2004-2004 | 2004-2004 |
| Modeca              | 2005-2005 | 2005-2005 |
| Volley Club Padova  | 2005-2006 | 2005-2006 |
| Vaqueras de Bayamón | 2007-2007 | 2007-2007 |
| Denso Airybees      | 2007-2008 | 2008-2009 |
| Distrito Nacional   | 2010-2010 | 2010-2010 |
| Mirador             | 2010-2011 | 2011-2012 |
| Deportivo Géminis   | 2013-2014 | …         |

## Palmarès

### Équipe nationale
- Coupe panaméricaine
  - Vainqueur : 2008, 2010.
  - Finaliste : 2005, 2011, 2015[1]
- Jeux d'Amérique centrale et des Caraïbes
  - Vainqueur : 2006, 2010.

### Distinctions individuelles
- Championnat d'Amérique du Nord de volley-ball féminin 2005: Meilleure contreuse.
- Coupe panaméricaine de volley-ball féminin 2007: Meilleure contreuse.
- Volley-ball féminin aux Jeux panaméricains de 2007: Meilleure contreuse.
- Coupe panaméricaine de volley-ball féminin 2008: Meilleure contreuse.